# Морозово (сельское поселение Теряевское)
Морозово — деревня в Волоколамском районе Московской области России.
Относится к Теряевскому сельскому поселению, до муниципальной реформы 2006 года относилась к Шестаковскому сельскому округу. Население — 0 чел. (2010).

## География
Деревня Морозово расположена примерно в 23 км к северо-востоку от города Волоколамска. Ближайшие населённые пункты — деревни Батурово, Шанино и Нефёдово.

## Население
| 1852 | 1859 | 1890 | 1899 | 1926 | 2002 |
| ---- | ---- | ---- | ---- | ---- | ---- |
| 56   | ↗66  | ↗91  | ↘36  | ↗59  | ↘3   |
| 2006 | 2010 |      |      |      |      |
| ↘2   | ↘0   |      |      |      |      |

## История
В «Списке населённых мест» 1862 года Морозовка — казённая деревня 1-го стана Клинского уезда Московской губернии по левую сторону Волоколамского тракта, в 34 верстах от уездного города, при колодцах, с 9 дворами и 66 жителями (31 мужчина, 35 женщин).
По данным на 1890 год входила в состав Калеевской волости Клинского уезда, число душ составляло 91 человек.
В 1913 году — 13 дворов, земское училище, бумаго-ткацкая фабрика, кожевенный завод и пожарная дружина.
В 1917 году Калеевская волость была передана в Волоколамский уезд.
По материалам Всесоюзной переписи населения 1926 года — деревня Нефёдовского сельсовета Калеевской волости Волоколамского уезда, проживало 59 жителей (31 мужчина, 28 женщин), насчитывалось 19 крестьянских хозяйств, имелась школа.
С 1929 года — населённый пункт в составе Волоколамского района Московской области.